# Раджкот (окръг)
Раджкот е окръг в щата Гуджарат, Индия, с площ 11 203 км2 и население 3 169 881 души (2001). Главен град е Раджкот.

## Административно деление
Окръга е разделен на 14 талука.

## Население
Населението на окръга през 2001 година е 3 169 881 души, около 74,16 % от населението е неграмотно.

### Религия
(2001)
- 2 841 302 – индуисти
- 292 676 – мюсюлмани
- 30 629 – джайнисти